# Ali al-Jarrah

Al Jarrah

Ali al-Jarrah (sinh 1958 –) là một người đàn ông Liban bị buộc tội làm gián điệp cho Israel trong suốt 25 năm. Trong thời gian này, Ali al-Jarrah đã tìm cách sống ở hai phía của đường biên giới căng thẳng nhất ở Trung Đông. Đối với bạn bè và xóm giềng, anh ta là người ủng hộ nhiệt tình đối với phong trào Palestine và là người đàn ông lịch lãm của gia đình, làm quản lý tại một trường học gần nhà.
Đối với Israel, Jarrah là một tình báo có giá trị, gửi báo cáo và chụp ảnh các nhóm Palestine cũng như Hezbollah kể từ năm 1983 tới khi bị bắt năm 2009. Jarrah ngồi trong nhà tù ở Liban, bị nhà chức trách buộc tội phản bội tổ quốc. Nhiều tháng sau khi bị bắt giữ, bạn bè và đồng nghiệp vẫn còn sửng sốt về sự dối trá của Jarrah: các chuyến đi nước ngoài được ngụy trang cẩn thận, những khoản tiền mặt không được giải thích và cô vợ hai bí mật.
Theo các nhà điều tra Liban, Jarrah đã thú nhận làm gián điệp. Có nhiều điệp viên đã lợi dụng sự hỗn loạn dân sự ở Liban để hoạt động. Vụ bắt giữ Jarrah đã làm sáng tỏ đôi chút về một thế giới tình báo và lật đổ bí mật.

## Ngụy trang hoàn hảo
Từ ngôi nhà nhỏ ở làng Thung lũng Bekaa, Jarrah, thường tới Syria và miền Nam Liban, nơi ông ta chụp ảnh những con đường và các đoàn xe có lẽ được sử dụng để chuyển vũ khí cho nhóm chiến binh Hồi giáo Hezbollah.
Theo các nhà điều tra, Jarrah đã liên lạc với những người chỉ huy qua điện thoại vệ tinh, nhận tiền, máy ảnh và các thiết bị nghe nhìn. Thỉnh thoảng, anh ta lấy cớ đi làm ăn, tới Bỉ và Ý, nhận hộ chiếu Israel rồi bay sang đó, nơi anh ta báo cáo chi tiết tình hình.
Khi cuộc chiến tranh 2006 giữa Israel và Hezbollah nổ ra, các quan chức Israel đã gọi điện cho Jarrah để tái đảm bảo rằng ngôi làng mà anh ta đang cư trú sẽ không bị tấn công và anh ta nên ở nhà.
Cuối cùng, Hezbollah - nhóm có bộ phận tình báo mạnh nhất ở Liban - đã bắt giữa điệp viên này vào tháng 7 năm 2008. Sau đó, Hezbollah đã giao Jarrah cho quân đội Liban, cùng với anh trai là Yufuf - người bị cáo buộc giúp Jarrah làm gián điệp. Và Jarrah đợi ngày đối mặt với một toà án quân sự.
Một số cựu sĩ quan và quan chức quân đội lúc này đã đồng ý cung cấp chi tiết về vụ gián điệp với điều kiện vô danh, nói rằng họ không được quyền thảo luận việc này trước khi phiên tòa bắt đầu. Những thông tin họ đưa ra trùng khớp với các chi tiết mà thân nhân và đồng nghiệp của Jarrah cung cấp.
Jarrah không phải người nổi danh đầu tiên trong gia đình. Ziad Jarrah, em họ của Jarrah, là một trong 19 không tặc đã tiến hành các vụ tấn công khủng bố ngày 11/9/2001. Tuy nhiên, hai người này hơn kém nhau 20 tuổi và dường như không biết rõ về nhau.
Phát ngôn viên Mark Regev của Thủ tướng Israel Olmert đã từ chối thảo luận về vụ việc Jarrah, nói rằng: "Chúng tôi không thảo luận công khai về những cáo buộc như vậy trong trường hợp này cũng như các trường hợp khác."
Dân làng Thung lũng Bekaa gần như không tin một người mà họ biết bao năm qua lại lấy tiền để làm gián điệp cho một quốc gia mà họ căm ghét. Nhiều người quả quyết Jarrah vô tội. Tuy nhiên, Raja Mosleh, bác sĩ Palestine từng là đối tác trong nhiều năm của Jarrah tại trường học và một phòng khám gần đây, thì không tin Jarrah vô tội.
"Trước đây tôi chưa bao giờ nghi ngờ ông ấy. Tuy nhiên, sau khi kết nối các chi tiết với nhau, tôi cảm thấy ông ta có tội 100%. Ông ấy thường nói về phong trào Palestine, cách ông ấy đã ủng hộ phong trào này, ủng hộ người Palestine, ông ấy thích tất cả mọi người", Mosleh nói.
Jarrah thường vay tiền để mua thuốc lá, có lẽ giả vờ là một người không dư dật gì. Theo các nhà điều tra, Jarrah đã nhận hơn 300.000 Mỹ kim cho công việc làm gián điệp.
Trước lúc bị bắt, Jarrah mới bắt đầu chi nhiều tiền và hành động này làm dấy lên nhiều câu hỏi. Hàng xóm cho biết, cách đây 6 năm, điệp viên này bắt đầu xây một biệt thự ba tầng - ngôi nhà đẹp nhất ở ngôi làng khiêm tốn, đầy những ngôi nhà bê tông thấp. Bên ngoài là một chiếc cổng vòm và một cánh cửa sắt nặng. Gần nhất là, người ta thấy xuất hiện một bảo vệ.
Mosleh đã hỏi Jarrah có số tiền để xây nhà từ đâu. Jarrah đáp rằng nhận được sự giúp đỡ từ cô con gái đang sống ở Brasil. Đây là một cái cớ tự nhiên ở Liban, nơi rất nhiều người nhận được kiều hối từ họ hàng ở nước ngoài gửi về.
Theo các nhà điều tra và đồng nghiệp cũ, Jarrah còn có một cô vợ hai bí mật. Không giống người vợ đầu tiên là Maryam Shmouri al-Jarrah, người sống tương đối sung túc với 5 đứa con ở Maraj, cô vợ hai sống trong một căn hộ rẻ tiền ở thành phố Masnaa, gần biên giới Syria. Rõ ràng là việc này cho phép Jarrah đi tới gần biên giới trong vỏ bọc là một người lao động địa phương.

## Kết cục của một điệp viên
Điệp viên Jarrah nói đã được các sĩ quan Israel tuyển mộ năm 1983 - một năm sau khi Israel bắt đầu cuộc xâm lược Liban. Những sĩ quan này đã cầm tù Jarrah. Theo các nhà điều tra, Jarrah được trả tiền thường xuyên để đổi lấy các thông tin về những chiến binh Palestine và các động tĩnh của quân đội Syria.
Sau khi Israel rút khỏi Liban vào năm 2000, hàng nghìn người Liban ở khu vực bị chiếm đóng ở miền Nam đã bị xét xử và kết án tù do hợp tác với Israel. Cách xa biên giới Israel-Liban, một số gián điệp thuộc loại khác, những người bám rễ sâu trong cộng đồng của họ, vẫn tiếp tục bí mật hoạt động. Một vài người đã bị bắt và bị kết án.
Động cơ của Jarrah vẫn là một bí ẩn. Anh ta đã tìm cách dừng lại song Israel không để anh ta làm việc đó.
Mọi việc kết thúc vào mùa hè năm 2008. Jarrah tới Syria vào tháng 7 và khi trở về anh ta nói rằng đã bị cảnh sát Syria tống giam một thời gian. Theo người vợ đầu tiên, dường như Jarrah rất lo lắng. Anh ta rời nhà vào đêm đó, nói rằng sẽ tới Beirut và không bao giờ trở lại. Ba tháng sau, người vợ mới nhận được điện thoại từ quân đội Liban thông báo rằng Jarrah đang bị tống giam.
Vào khoảng đầu tháng 2 năm 2009, hai vợ chồng điệp viên này đã được gặp nhau. Trông Jarrah thật kinh khủng và kiệt sức.